# Senador Guiomard (kommunhuvudort)
Senador Guiomard är en kommunhuvudort i Brasilien.   Den ligger i kommunen Senador Guiomard och delstaten Acre, i den västra delen av landet, 2 200 km väster om huvudstaden Brasília. Senador Guiomard ligger 207 meter över havet och antalet invånare är 11 727.
Terrängen runt Senador Guiomard är huvudsakligen platt. Senador Guiomard ligger uppe på en höjd. Runt Senador Guiomard är det glesbefolkat, med 12 invånare per kvadratkilometer.. Det finns inga andra samhällen i närheten.
Omgivningarna runt Senador Guiomard är huvudsakligen savann.